# غدير كمال مريح
غدير كمال مريح (من مواليد 21 يونيو 1984)، سياسية وإعلامية درزيّة إسرائيليّة من مواليد داليت الكرمل، تعمل كمبعوثة للوكالة اليهودية في واشنطن العاصمة.
عملت كعضو كنيست في حزب يش عتيد - تيلم وحوسين ليسرائيل وكانت أول امرأة درزية تنتخب كعضو كنيست. قبل دخولها الكنيست عملت كمقدمة أخبار على القناة الأولى.

## سيرة شخصية
ولدت مريح في دالية الكرمل لعائلة درزية. والدها مقاول بناء ووالدتها ربة منزل. بدأت حياتها المهنية الإعلامية من الصف السادس، حيث عملت مذيعة في محطة تلفزيونية محلية، ثم قدمت زوايا وبرامج على تلفزيون في القناة الأولى. حصلت مريح على درجة البكالوريوس مع مرتبة الشرف في العلوم الاجتماعية والتصوير الطبي من جامعة بار إيلان ودرجة الماجستير مع مرتبة الشرف في العلاقات الدولية، وتخصص في التفاوض وصنع القرار على الساحة الدولية، من جامعة حيفا.

## مسيرتها المهنية

### في وسائل الإعلام
عملت كفنية الموجات فوق الصوتية للأوعية الدموية، لكنها اضطرت إلى ترك وظيفتها بسبب مشكلة طبية في العظام. لذلك قررت العودة إلى مجال الاتصال. تخرجت مع مرتبة الشرف من مدرسة «ريشيت» للإعلام.
في ديسمبر 2011 ، بدأت مع بشير خوري في تقديم برنامج «المجلة شبابية» باللغة العربية على القناة 33 التابعة لهيئة الإذاعة والبث الإسرائيلية بعنوان «معكم». بعد ذلك بعامين، تولت عرافة مسابقة الغناء التليفزيوني العربي السنوية «عربزيون».
في عام 2015 ، بدأت في بث البرنامج الإخباري الرئيسي للقناة 33 باللغة العربية.
في 18 فبراير 2017، بدأت في تقديم نشرة الأخبار الرئيسية على القناة الأولى، «السبت نيوز»، بالتناوب مع أمير إيفجي، بعد مغادرة ميشال رابينوفيتش للبث اليومي «مباط». في الوقت نفسه بدأت في تقديم برنامج الأخبار المسائي الاسبوعي على القناة. في أبريل 2017، أصبحت المذيعة الوحيدة لأخبار السبت بعد رحيل أمير إيفجي. وواصلت تقديم النسخة الرئيسية حتى إغلاق هيئة الإذاعة.
قبل الإغلاق، وقعت عقدًا مع هيئة الإذاعة الإسرائيلية، التي حلت محل هيئة البث. مع بدء البث الإذاعي للمؤسسة، في 15 مايو 2017، عادت مقدمة اخبارية في أقسام الأخبار باللغتين العربية والعبرية، وبحلول عام 2019 قدمت النسخة الإخبارية العربية الرئيسية على قناة مكان 33 .

### في السياسة
في شباط / فبراير 2019 ، انضت إلى حزب «حوسين ليرسائيل» بالمكان ال 25 في قائمته الموحدة «أزرق أبيض» للكنيست الواحد والعشرين إلى جانب «تلام - حركة الدولة الوطنية» و «يش عتيد». وأصبحت أول امرأة درزية تخدم في الكنيست.
في 27 آذار 2020، أعلنت أنها لن تدخل حكومة بنيامين نتنياهو مع بني غانتس وهاجمت قرار غانتس بدخول الحكومة على خلفية انسحابه من التزامه بتعديل قانون القومية وترسيخ قيمة المساواة.
في 29 آذار 2020، أثناء انقسام حزب أزرق أبيض ، تركت مريح حزب حوسين ليسرائيل وانضمت إلى حزب يش عتيد بقيادة يائير لبيد.
في 6 كانون الثاني (يناير) 2021، أعلنت أنها لن تخوض انتخابات الكنيست الـ24 ، ضمن حزب يش عتيد لأسباب شخصية.
في يونيو 2021 تم تعيينها مبعوثة للوكالة اليهودية في واشنطن العاصمة. . وبذلك أصبحت أول مبعوث غير يهودي للوكالة اليهودية.

## الجوائز
حصلت على جائزة فارس جودة الحكم لعام 2020 عن فئة السلطة التشريعية لحركة جودة الحكم.[بحاجة لمصدر]

## الحياة الشخصية
متزوجة من شادي مهندس عملي في الكهرباء والالكترونيات. ولديهما ولدين يعيشان في دالية الكرمل.